# Barbora Krejčíková
Barbora Krejčíková (født 18. december 1995 i Brno) er en tjekkisk professionel tennisspiller. Hun er både single- og doublespiller og har vundet to grand slam-titler i single og ti i double (syv i damedouble og tre i mixed double).

## Karriere
I 2021 vandt hun sin første grand slam-titel i single, da hun sejrede i French Open med finalesejr over russiske Anastasija Pavljutjenkova, og i 2024 vandt hun Wimbledon efter finalesejr over italieneren Jasmine Paolini.
Sammen med landsmanden Kateřina Siniaková vandt hun French Open og Wimbledon, begge i 2018, og siden parret vundet French Open i 2021, Australian Open, Wimbledon og US Open i 2022 samt Australian Open i 2023.
Endelig vandt hun mixed double i Australian Open tre år i træk (2019, 2020 og 2021), to af disse med amerikaneren Rajeev Ram.
Sammen med Siniaková vandt hun desuden juniorrækken i French Open, Wimbledon og US Open i 2013. 

### OL
Ved OL 2020 i Tokyo (afholdt 2021) deltog hun i både single og i damedouble. I single nåede hun til tredje runde, men i double var hun sammen med Siniaková topseedet, og parret nåede også, med noget besvær, til finalen med blandt andet en tresætssejr over russerne Veronika Kudermetova og Jelena Vesnina. I finalen var de mere sikre, da de i to sæt besejrede schweizerne Belinda Bencic og Viktorija Golubic og dermed sikrede sig guldet, mens brasilianerne Laura Pigossi og Luisa Stefani sikrede sig bronzen.